# Ермишинское городское поселение
Ермиши́нское городско́е поселе́ние — муниципальное образование в Ермишинском районе Рязанской области России.

## Население
| 2004  | 2010  | 2011  | 2012  | 2013  | 2014  | 2015  | 2016  | 2017  |
| ----- | ----- | ----- | ----- | ----- | ----- | ----- | ----- | ----- |
| 4752  | ↘4419 | ↗4422 | ↘4268 | ↘4167 | ↘4035 | ↘3925 | ↘3875 | ↘3802 |
| 2018  | 2019  | 2020  | 2021  | 2023  |       |       |       |       |
| ↘3754 | ↘3669 | ↘3625 | ↘3490 | ↘3399 |       |       |       |       |

## Административное устройство
Административное устройство городского поселения определяются законом Рязанской области от 07.10.2004 № 78-ОЗ.
Границы городского поселения определяются законом Рязанской области от 09.10.2008 № 122-ОЗ.
В состав городского поселения входят 5 населённых пунктов
- Гарь (посёлок) — 0[1]
- Горелышево (посёлок) — 5[1]
- Ермишь (пгт, административный центр) — 3342[1]
- Некрасовка (село) — 24[1]
- Свестур (село) — 28[1]